# Memoriał Zbigniewa Raniszewskiego 1961

## Memoriał Zbigniewa Raniszewskiego 1961
V Memoriał Zbigniewa Raniszewskiego odbył się 01.10.1961 w Bydgoszczy. Zwyciężył Joachim Maj.

## Wyniki
- 1 października 1961, Stadion Polonii Bydgoszcz

| Msc. | Zawodnik             | Klub              | Pkt |        |  |
| ---- | -------------------- | ----------------- | --- | ------ |  |
| 1    | Joachim Maj          | Górnik Rybnik     | 15  | (b.d.) |  |
| 2    | Henryk Żyto          | Unia Leszno       | 11  | (b.d.) |  |
| 3    | Janusz Suchecki      | Polonia Bydgoszcz | 10  | (b.d.) |  |
| 4    | Norbert Świtała      | Polonia Bydgoszcz | 9   | (b.d.) |  |
| 5    | Mieczysław Połukard  | Polonia Bydgoszcz | 7   | (b.d.) |  |
| 6    | Jan Malinowski       | Stal Rzeszów      | 7   | (b.d.) |  |
| 7    | Antoni Woryna        | Górnik Rybnik     | 7   | (b.d.) |  |
| 8    | Marian Kaiser        | Legia Gdańsk      | 5   | (b.d.) |  |
| 9    | Karol Peszke         | Górnik Rybnik     | 5   | (b.d.) |  |
| 10   | Rajmund Świtała      | Polonia Bydgoszcz | 3   | (b.d.) |  |
| 11   | Jan Kolber           | Unia Leszno       | 3   | (b.d.) |  |
| 12   | Stanisław Domaniecki | Polonia Bydgoszcz | 1   | (b.d.) |  |
| 13   | Stanisław Kaiser     | Legia Gdańsk      | 1   | (b.d.) |  |
| 14   | Marian Spychała      | Stal Rzeszów      | 0   | (b.d.) |  |